# Technische Meteorologie
Die Technische Meteorologie ist ein Teilgebiet der Meteorologie. Sie untersucht atmosphärische Prozesse und Phänomene unter Einschluss von Transportvorgängen und chemischen Umsetzungen. Sie ist zwischen Meteorologie und Ingenieurwissenschaften angesiedelt.